# Chlamisus maculipes
Chlamisus maculipes är en skalbaggsart som först beskrevs av Louis Alexandre Auguste Chevrolat 1835.  Chlamisus maculipes ingår i släktet Chlamisus och familjen bladbaggar. Inga underarter finns listade i Catalogue of Life.